# Raciążek
Raciążek est une gmina rurale du powiat de Aleksandrów Kujawski, Couïavie-Poméranie, dans le centre-nord de la Pologne. Son siège est le village de Raciążek, qui se situe environ 8 km à l'est d'Aleksandrów Kujawski et 23 km au sud-est de Toruń.
La gmina couvre une superficie de 32,89 km2 pour une population de 3 084 habitants.

## Géographie
La gmina est bordée par les villes de Ciechocinek et Nieszawa, et les gminy de Bobrowniki, Ciechocin, Kikół, Lipno, Obrowo, et Zbójno.